# Catoptria fenestratellus
Catoptria fenestratellus là một loài bướm đêm trong họ Crambidae.